# Crinum glaucum
Crinum glaucum är en amaryllisväxtart som beskrevs av Auguste Jean Baptiste Chevalier. Crinum glaucum ingår i släktet Crinum, och familjen amaryllisväxter. Inga underarter finns listade i Catalogue of Life.